# Лёгкая атлетика на летних Олимпийских играх 2016 — эстафета 4×100 метров (женщины)
Соревнования в эстафете 4 по 100 метров у женщин на Олимпийских играх 2016 года в Рио-де-Жанейро прошли 18 и 19 августа 2016 года на Олимпийском стадионе.
Сборная США защищала свой титул Олимпийских чемпионок 2012 года. Сборная Ямайки выиграла чемпионат мира 2015 года, победив там сборную США. Германия имела самое быстрое время сезона (41,62 секунд), другими претендентами на медали также были сборные Великобритании и Нидерландов.
Во время отборочных забегов, представительница США Эллисон Феликс не сумела передать палочку Инглиш Гарднер. В момент передачи палочки бразильская легкоатлетка бежала очень близко к краю дорожки и задела рукой Феликс. Из-за этого американка выронила палочку. Ей пришлось вернуться, поднять палочку и передать напарнице, с потерей нескольких секунд. Сборная США пришла к финишу последней и вскоре был подан протест. Сборная Бразилии была дисквалифицирована, а американским легкоатлеткам разрешили пробежать эстафету повторно на пустой площадке. Для выхода в финал им необходимо было выбежать из 42,70 секунд, что они и сделали, показав время 41,77 секунд.
В финале сборная США одержала уверенную победу, установив второе самое быстрое время в истории, уступив лишь своему же мировому рекорду. Второй стала сборная Ямайки, показавшая пятое самое быстрое время в истории. Замкнули тройку представительницы Великобритании, установившие национальный рекорд.

## Рекорды
До начала летних Олимпийских игр 2016 года мировой и олимпийский рекорды были следующими:
| Мировой рекорд     | Тианна Мэдисон, Эллисон Феликс, Бьянка Найт, Кармелита Джетер (USA) | 40,82 | Лондон | 10 августа 2012 |
| Олимпийский рекорд | Тианна Мэдисон, Эллисон Феликс, Бьянка Найт, Кармелита Джетер (USA) | 40,82 | Лондон | 10 августа 2012 |

## Призёры
| Золото                                                                                    | Серебро | Бронза                                                                     |
| США · Тианна Бартолетта · Эллисон Феликс · Инглиш Гарднер · Тори Боуи · Моролаке Акуносун | Ямайка · Кристания Уильямс · Элейн Томпсон · Вероника Кэмпбелл-Браун · Шелли-Энн Фрейзер-Прайс · Сашали Форбс · Симона Фейси | Великобритания · Аша Филип · Дезири Хенри · Дайна Эшер-Смит · Дэрилл Нейта |

## Расписание
Приведено бразильское время проведения соревнований (UTC-3)
| Дата                     | Время | Раунд   |
| ------------------------ | ----- | ------- |
| Четверг, 18 августа 2016 | 11:20 | Раунд 1 |
| Пятница, 19 августа 2016 | 22:15 | Финал   |

## Результаты

### Раунд 1
Квалификационный норматив: первые три сборные с каждого забега (Q) и две с лучшим временем (q) проходят в финал.

#### Забег 1
| Место | Дорожка | Страна         | Время | Примечание |
| ----- | ------- | -------------- | ----- | ---------- |
| 1     | 5       | Ямайка         | 41.79 | Q, SB      |
| 2     | 7       | Великобритания | 41.93 | Q          |
| 3     | 1       | Украина        | 42.49 | Q, SB      |
| 4     | 4       | Канада         | 42.70 | q, SB      |
| 5     | 6       | Китай          | 42.70 |            |
| 6     | 3       | Нидерланды     | 42.88 |            |
| 7     | 8       | Польша         | 43.33 |            |
| 8     | 2       | Гана           | 43.37 |            |

#### Забег 2
| Место | Дорожка | Страна            | Время | Примечание |
| ----- | ------- | ----------------- | ----- | ---------- |
| 1     | 7       | Германия          | 42.18 | Q          |
| 2     | 8       | Нигерия           | 42.55 | Q, SB      |
| 3     | 1       | Тринидад и Тобаго | 42.62 | Q, SB      |
| 4     | 4       | Франция           | 43.07 |            |
| 5     | 5       | Швейцария         | 43.12 |            |
| –     | 6       | Казахстан         | DSQ   |            |
| –     | 3       | Бразилия          | DSQ   |            |
| –     | 2       | США               | н/д   |            |

#### Специальный забег
| Место | Дорожка | Страна | Время | Примечание |
| ----- | ------- | ------ | ----- | ---------- |
| 1     | 2       | США    | 41.77 | q          |

### Финал
| Место | Дорожка | Страна            | Спортсменки                                                                        | Время | Прим. |
| ----- | ------- | ----------------- | ---------------------------------------------------------------------------------- | ----- | ----- |
| 1     | 1       | США               | Тианна Бартолетта, Эллисон Феликс, Инглиш Гарднер, Тори Боуи                       | 41,01 | SB    |
| 2     | 6       | Ямайка            | Кристания Уильямс, Элейн Томпсон, Вероника Кэмпбелл-Браун, Шелли-Энн Фрейзер-Прайс | 41,36 | SB    |
| 3     | 5       | Великобритания    | Аша Филип, Дезири Хенри, Дина Эшер-Смит, Дэрилл Нейта                              | 41,77 | NR    |
| 4     | 4       | Германия          | Татьяна Пинту, Лиза Майер, Джина Люккенкемпер, Ребекка Хазе                        | 42,10 |       |
| 5     | 7       | Тринидад и Тобаго | Семой Хэккет, Мишель-Ли Ахье, Келли-Энн Баптист, Халифа Сент-Форт                  | 42,12 | SB    |
| 6     | 8       | Украина           | Олеся Повх, Наталья Погребняк, Мария Ремель, Елизавета Брызгина                    | 42,36 | SB    |
| 7     | 2       | Канада            | Фара Жак, Кристал Эммануэль, Филисия Джордж, Камика Бингам                         | 43,15 |       |
| 8     | 3       | Нигерия           | Глория Асумну, Блессинг Окагбаре, Дженнифер Маду, Агнес Осазува                    | 43,21 |       |